# Andersonville National Historic Site
Andersonville (eigentlich Camp Sumter) war ein Kriegsgefangenenlager der Konföderierten im Amerikanischen Bürgerkrieg bei Andersonville im US-Bundesstaat Georgia. Das Lager wurde zwischen Februar 1864 und April 1865 genutzt. In dieser Zeit waren dort rund 45.000 Gefangene unter unmenschlichen Bedingungen eingepfercht. Von ihnen starben 12.919 Insassen.
Heute ist es als Gedenkstätte vom Typ der National Historic Sites ausgewiesen, es besteht aus dem teilweise rekonstruierten Lager Camp Sumter, dem Andersonville National Cemetery, einem United States National Cemetery, und dem 1998 eröffneten National Prisoner of War Museum als offizielles Museum für alle Kriegsgefangenen aller Kriege der Vereinigten Staaten. 

## Geschichte
Das Lager wurde im Frühjahr 1864 errichtet. Es umfasste ursprünglich 6,7 Hektar und war von 4,6 Meter hohen Palisaden umzäunt. Die ersten Gefangenen trafen am 27. Februar 1864 ein. Das Lager wurde 14 Monate bis April 1865 genutzt und war für maximal 10.000 Gefangene ausgelegt, die maximale Belegung lag jedoch bei 32.899 Gefangenen.
Schätzungsweise 45.000 Soldaten wurden in den 14 Monaten seines Bestehens in Camp Sumter interniert.
Die ersten Gefangenen waren 500 Mann aus Belle Isle in der Nähe von Richmond, Virginia. Sie erreichten das Gefängnis am 27. Februar 1864, noch bevor es fertiggestellt wurde. 
In der Folgezeit wurden täglich bis zu 400 neue Häftlinge nach Camp Sumter gebracht. Anfangs wurden hauptsächlich Gefangene aus den Haftanstalten innerhalb und außerhalb der konföderierten Hauptstadt 
Richmond nach Andersonville verlegt.
Im Sommer des Jahres 1864 kamen jedoch noch Gefangene direkt von den Schlachtfeldern Virginias und Georgias dazu, ebenso Häftlinge aus den Lagern in Florida und Alabama.
Die Kapazitäten des Lagers wurden so schrittweise immer mehr gesprengt. Unter den Gefangenen sind Indianer, Afroamerikaner, Europäischstämmige und sogar zwei Frauen dokumentiert.
Infolge der immensen Überbelegung kam auf jeden der zusammengepferchten Insassen lediglich eine Fläche von 2,3 Quadratmetern, obwohl im Sommer 1864 das Lager um 4 Hektar erweitert wurde. Das einzige Wasser, das den Gefangenen zur Verfügung stand, war ein kleiner Bach, der durch das Lager floss und zugleich als Trinkwasserquelle, Latrine und Mülldeponie diente. Mangelhafte Transportkapazitäten führten zu gravierenden Engpässen bei der Nahrungsmittelversorgung des Lagers. Aufgrund der äußerst lebensfeindlichen Bedingungen, unter denen das tägliche Lagerleben stattfand, starben insgesamt 12.919 Insassen. Das Lazarett von Andersonville wurde den Anforderungen an eine solche Einrichtung in keiner Weise gerecht. Es bestand aus einer Fläche außerhalb des Lagers, wo man die Kranken unter freiem Himmel auf Brettern und Strohhaufen unterbrachte. Die Sterblichkeitsrate lag bei über 30 Mann am Tag. 
Als General Shermans Armee im September 1864 Atlanta bedrohte, wurden Gefangene aus Andersonville nach Charleston und Savannah sowie in ein neu errichtetes Lager bei Florence, South Carolina, verlegt. 

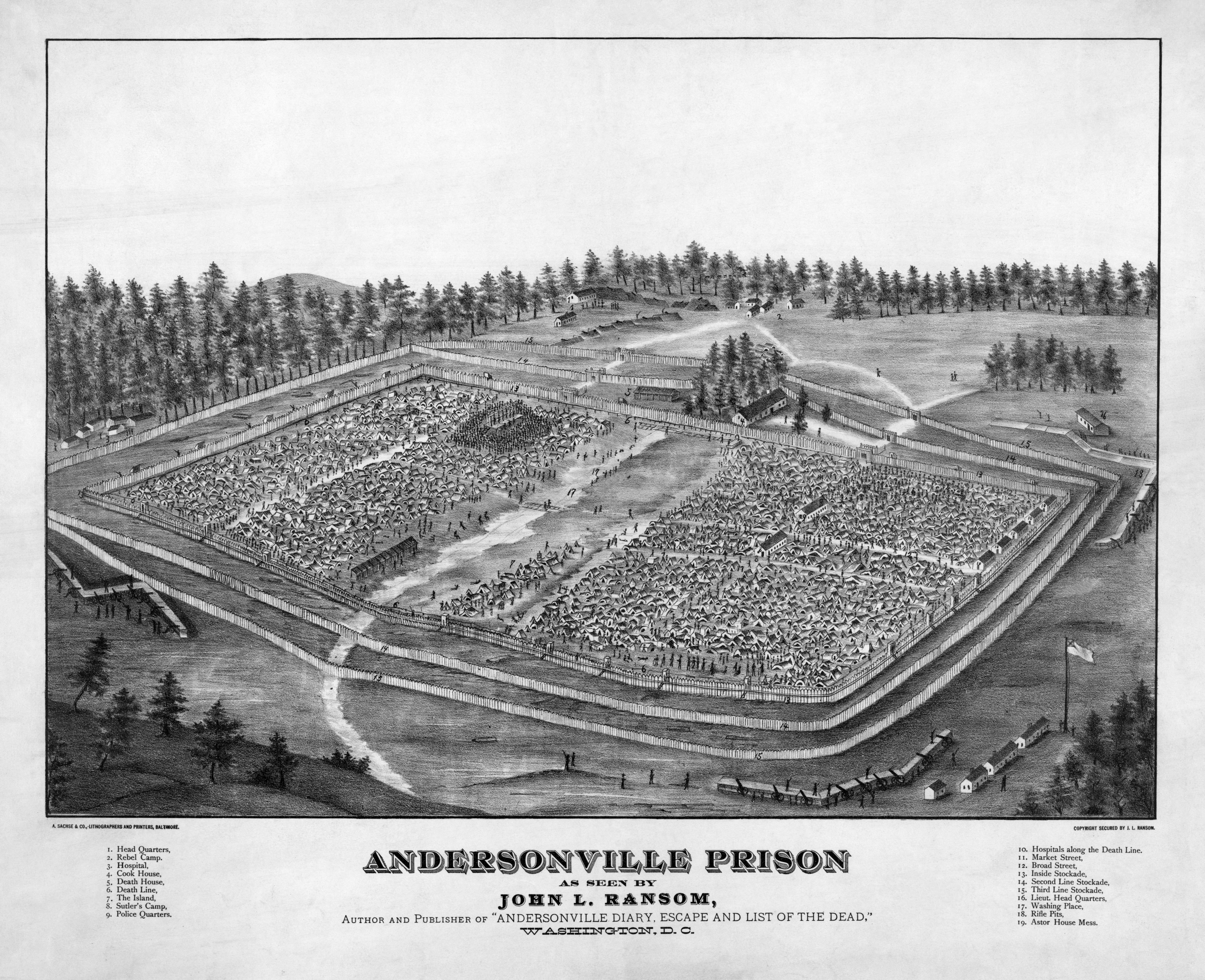
Zeichnung des Kriegsgefangenenlagers Andersonville
Foto vom 17. August 1864

Nach Kriegsende begann am 23. August 1865 der Prozess gegen den aus Zürich stammenden Lagerkommandanten Henry Wirz. Er wurde vielfacher vorsätzlicher Tötung für schuldig befunden und am 10. November gehängt. Damit war er der einzige Offizier der Südstaaten, der nach Kriegsende für Verbrechen die Todesstrafe erhielt. Seine Schuld an der fatalen Unterernährung der Gefangenen ist bis heute umstritten. Sein Vorgesetzter, General John Henry Winder, der Oberkommandierende aller Gefangenenlager östlich des Mississippi, hatte unter der Hand für das Lager bestimmte Lebensmittel verkauft, war aber am 7. Februar 1865 bei einem Abendessen in Wirz’ Haus verstorben und konnte nicht mehr zur Verantwortung gezogen werden. Schuldig machte sich Wirz jedoch dahingehend, dass er den Gefangenen das Errichten von Behausungen untersagte. 
Die Entdeckung der Zustände im Lager nach Kriegsende brachte unter anderem Clara Barton dazu, das Lager zu besuchen. Sie hatte im Krieg eine Gesellschaft gegründet, die medizinische Hilfsgüter auf die Schlachtfelder brachte und später Lazarette einrichtete, die Verwundete beider Seiten behandelten. Barton gründete daraufhin in Washington D.C. das Missing Soldier’s Office, in dem Daten über vermisste und gefallene Soldaten zusammengetragen wurden. Dank der Hilfe eines Kriegsgefangenen, der Todesunterlagen im Lager kopiert hatte, konnte sie 20.000 Vermisstenschicksale klären, darunter 13.000 Todesfälle. 1869 erfuhr sie, dass Henry Dunant 1863 bereits in Europa eine Organisation gleicher Zielsetzung gegründet hatte und führte ab 1873 ihre Gesellschaft als Amerikanisches Rotes Kreuz als nationale Organisation in seiner Internationalen Rotkreuz-Bewegung. Sie wurde aufgrund ihrer Arbeit als Heldin von Andersonville bezeichnet.

## Gedenkstätte
Das Lager ist seit 1970 als National Historic Site ausgewiesen und dient als Gedenkstätte für alle US-Kriegsgefangenen aus allen Kriegen der Vereinigten Staaten. Der NHS benachbart liegt der Andersonville National Cemetery, ein United States National Cemetery, auf dem Kriegsgräber liegen.

## Andersonville als kulturelles Thema
Das Leiden der Gefangenen ist darüber hinaus Thema des mit dem Pulitzer-Preis ausgezeichneten Romans Andersonville von MacKinlay Kantor (1955), des erfolgreichen Broadway-Stücks The Andersonville Trial von Saul Levitt (1959/60), einer darauf basierenden, mehrfach ausgezeichneten PBS-Fernsehadaptation (1970) mit William Shatner sowie des Films Andersonville (1996) von John Frankenheimer.